# Gare d'Edobashi
La gare d'Edobashi (江戸橋駅, Edobashi-eki) est une gare ferroviaire de la ligne Kintetsu Nagoya de la compagnie Kintetsu Corporation (Kintetsu) située à Tsu, dans la préfecture de Mie, au Japon. Son numéro de gare est E38.

## Histoire
La gare d'Edobashi a ouvert le 1er janvier 1917 en tant que gare du chemin de fer d'Ise. Le chemin de fer Ise devient le chemin de fer électrique Ise le 12 septembre 1926, qui a fusionné avec le chemin de fer électrique Sangu Express le 15 septembre 1936. Le 15 mars 1941, le chemin de fer électrique Sangu Express fusionne avec le chemin de fer électrique Osaka pour devenir une gare sur la ligne Nagoya du chemin de fer Kansai Express. Cette ligne est à son tour fusionnée avec le Nankai Electric Railway le 1er juin 1944 pour former Kintetsu. La gare est déplacée à 100 mètres au nord de son ancien emplacement en juin 1959.

## Statistiques
Au cours de l'année 2019, la gare a été utilisée par une moyenne de 5013 passagers par jour (passagers embarqués uniquement).

## Service aux voyageurs

### Accueil
Un petit bâtiment se tient côté sud-est. L'accès aux quais se fait en traversant directement les voies au moyen de petits passages à niveau. Des toilettes sont à disposition des voyageurs et des panneaux d'affichage sont installés devant les portillons et sur les quais. Un parking à vélos se trouve à proximité.

### Desserte
La gare comporte deux quais et quatre voies.
| Quais | Ligne                 | Direction       |
| ----- | --------------------- | --------------- |
| 1・2  | Ligne Kintetsu Nagoya | Kashikojima     |
| 3・4  | Ligne Kintetsu Nagoya | Kintetsu-Nagoya |